# Saskatchewan Census Division No. 10
Die Census Division No. 10 in der kanadischen Provinz Saskatchewan hat eine Fläche von 11.922,33 km², es leben dort 16.483 Einwohner. 2011 betrug die Einwohnerzahl 17.546. Größter Ort in der Division ist Wynyard.

## Gemeinden
Towns
- Foam Lake
- Ituna
- Leroy
- Quill Lake
- Raymore
- Wadena
- Watson
- Wynyard

Villages
- Dafoe
- Elfros
- Hubbard
- Jansen
- Kelliher
- Leross
- Margo
- Punnichy
- Quill Lake
- Quinton
- Semans

Resort Villages
- Chorney Beach
- Leslie Beach

## Gemeindefreie Gebiete
Organized Hamlets
- Banked
- Hendon
- Jasmin
- Kandahar
- Kuroki
- Kylemore
- Mozart
- North Shore Fishing Lake
- Nut Mountain
- Ottman-Murray Beach
- Tuffnell
- Wishart

Special Service Area
- Leslie

## Rural Municipalities
- RM Ituna Bon Accord No. 246
- RM Kellross No. 247
- RM Touchwood No. 248
- RM Foam Lake No. 276
- RM Emerald No. 277
- RM Mount Hop No. 279
- RM Elfros No. 307
- RM Big Quill No. 308
- RM Prairie Rose No. 309
- RM Sasman No. 336
- RM Lakeview No. 337
- RM Lakeside No. 338
- RM Leroy No. 339

## Indianerreservate
- Beardy’s and Okemasis 96 and 97A
- Day Star 87
- Fishing Lake 89
- Gordon 86
- Muskowekwan 85
- Muskowekwan 85-1
- Muskowekwan 85-8
- Muskowekwan 85-10
- Muskowekwan 85-12
- Muskowekwan 85-15
- Muskowekwan 85-17
- Muskowekwan 85-22
- Muskowekwan 85-23
- Muskowekwan 85-24
- Muskowekwan 85-26
- Muskowekwan 85-27
- Muskowekwan 85-28
- Muskowekwan 85-29
- Muskowekwan 85-2A
- Muskowekwan 85-31
- Muskowekwan 85-33
- Poorman 88